# Eduard Van den Bussche

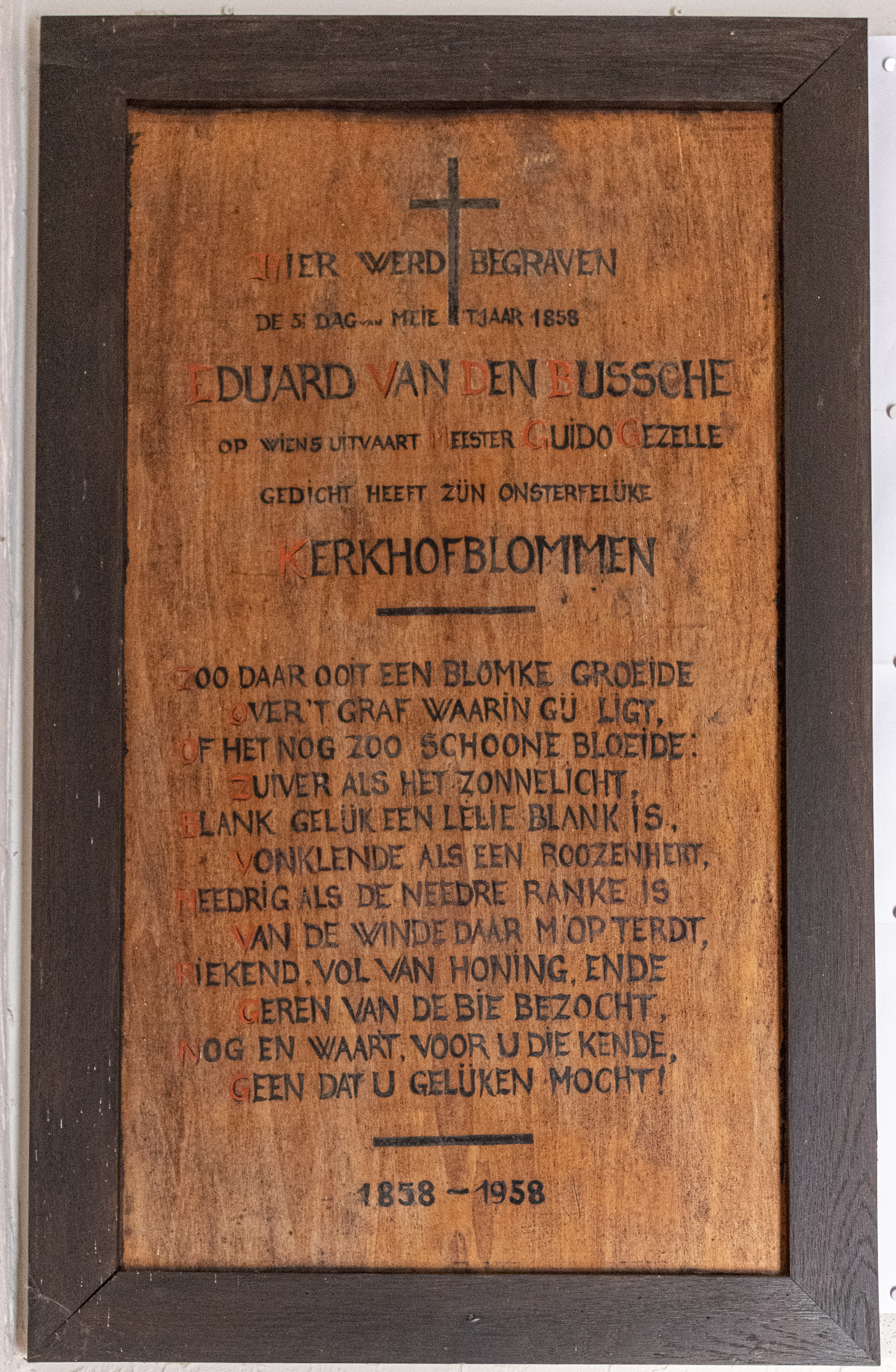
Gedenksteen in herinnering aan Eduard Van den Bussche en Guido Gezelle

Eduard Van den Bussche (Staden, 9 januari 1840 – aldaar, 3 mei 1858) was een Belgisch aspirant-dichter. Hij was een leerling van Guido Gezelle. 

## Familie
Eduard was de zoon van landbouwer Jan Van de Bussche (1803 - 10 juni 1858) en Isabelle Van de Casteele (1804-1868). Het echtpaar baatte in Staden een hoeve uit. Ze kregen zes kinderen:
- Maria (1832-1833)
- Karel (1834-1902)
- Ludovica (1836-1862)
- Eduard I (1836-1838)
- Eduard II (1840-1858)
- Johanna (1843-1888).

Maria en Eduard I overleden als baby. Eduard II bezweek aan tuberculose toen hij achttien was. De drie andere kinderen werden respectievelijk 69, 25 en 45 jaar. De vader lag op sterven toen Eduard begraven werd en hij overleed een maand later.

## Biografie
Eduard behoorde tot de leerlingen die de poësisklas bevolkten waarvan Guido Gezelle de titularis werd. Hij was een eerder onopvallende maar niettemin graag geziene leerling. De dichter beschreef hem als volgt: "Eduard Van den Bussche was van afkomst en geboorte, van zeden en manieren, van geloof en godsvrucht, van voorkomen en van aanzien, oprecht een kind en een bloem van te lande."
Van den Bussche leed aan een destijds ongeneeslijke vorm van tuberculose. Hij was hierdoor vaak afwezig en tijdens het laatste trimester overleed hij. Toen het droeve bericht, evenals dat van de geprogrammeerde uitvaart twee dagen nadien, Roeselare bereikte, schoot Gezelle onmiddellijk in actie. Eerst verkreeg hij van zijn superior A. Frutsaert de toestemming om met zijn leerlingen de uitvaart bij te wonen. Vervolgens trok hij naar Staden om er met de familie af te spreken dat de kist niet, met de familieleden, op de 'wijtewagen' zou vervoerd worden, maar dat de klasgenoten hun vriend zouden naar de kerk dragen en om met de medepastoor van de parochie af te spreken dat het veertigtal leerlingen na afloop bij hem zou kunnen middagmalen.
De klasgenoten stapten, met Gezelle, op woensdag 5 mei 1858, bij het ochtendgloren te voet naar Staden (8 km). Na de familie gecondoleerd te hebben en een laatste maal hun kameraad te hebben gezien, vooraleer het deksel op de kist werd geschroefd, droegen ze de doodskist op hun schouders tot aan de kerk en, na de uitvaartmis, tot aan het graf, waar Gezelle een grafrede uitsprak. Grafrede die een grote indruk maakte. Superior A. Frutsaert, die aanwezig was, verklaarde achteraf "dat nooit menselijk woord zulken diepen indruk op hem gemaakt had".
Pas was Gezelle terug in het kleinseminarie of hij begon koortsachtig aan het schrijven van een relaas van de uitvaart. Het was na enkele dagen klaar en hij liet het op enkele tientallen exemplaren drukken, om als herinnering te dienen voor de familie en de klasgenoten. De achtentwintigjarige leraar was er zich toen waarschijnlijk niet van bewust dat hij een meesterwerk van de Nederlandse literatuur had voortgebracht.
Het verhaal zou blijvend de herinnering aan de jonge Van den Bussche oproepen. Daar waar de meeste van zijn dorps- en tijdgenoten in de vergetelheid zijn verdwenen, is zijn naam, minstens bij de vele kenners en lezers van Gezelles poëzie, vertrouwd gebleven. Gezelle heeft met Kerkhofblommen Eduards naam onsterfelijk gemaakt, zoals Francesco Petrarca dat deed voor Laura in zijn Il Canzoniere en zoals Novalis dat deed voor zijn verloofde Sophie in zijn Hymnen an die Nacht.

### Kerkhofblommen
Bij zijn vroegtijdige dood werd hij door Gezelle bezongen in Kerkhofblommen. Dit gedicht bestond uit een tekst van 32 tot 48 bladzijden (naargelang de opeenvolgende drukken), die het verhaal deed van de voettocht naar Staden, de begroeting in de hoeve, de tocht naar de kerk, de uitvaartmis, de teraardebestelling en de grafrede door de leraar.  Het verhaal werd onderbroken door zeven langere gedichten die een algemene sfeer opwekten en allen tot de meer bekende gedichten van Gezelle behoren. 
Na de eerste uitgave verschenen nog talrijke herdrukken, aangevuld met andere rouwgedichten die Gezelle had geschreven.

## Herdenking
Zozeer was de herinnering aan de jonge Eduard en aan het dichtwerk dat hem vereeuwigde levendig gebleven, dat de honderdste verjaardag als gelegenheid werd aangegrepen om in de pas herbouwde Sint-Jan Baptistkerk een aanzienlijke gedenksteen te plaatsen.

## Voetnoot
1. ↑  “De wijtewagen diende vroeger ter gelegenheid van familiale uitstappen (kermis of bruiloft), later alleen nog tot lijkwagen, die zowel de lijkkist als de naaste familie vervoerde” (Vlaams Woordenboek)
2. ↑   Verzameld Dichtwerk, Deel I, blz. 232.